# Ізольована термодинамічна система
Ізольо́вана термодинамі́чна систе́ма — ідеалізована термодинамічна система, яка не взаємодіє з навколишнім середовищем. Енергія та маса такої системи залишаються сталими, система не обмінюється з зовнішніми тілами ні енергією (у вигляді теплоти, випромінювання, роботи тощо), ні речовиною. 
Якщо ж система може обмінюватися енергією або речовиною з оточенням вона називається неізольованою.
Поняття ізольованої системи корисно для наближеного опису реальних процесів та побудови їх математичних моделей. Так, розглядаючи процеси теплообміну в системі, що складається з кількох тіл, які спочатку мають різні температури (наприклад, система з води, льоду та металевої ємності), можна проігнорувати теплообміном цих речовин з навколишнім середовищем (з повітрям).
Повністю ізольованих систем в природі не існує, але деяких з них можна умовно, протягом певного часу, вважати ізольованими. Ще однією причиною неможливості існування ізольованих систем є існування космічного реліктового випромінювання з температурою 2,7 K, яке є наслідком Великого Вибуху. Це випромінювання взаємодіє з усіма тілами Всесвіту.